# تومور
تومور (به فرانسوی: tumeur) یا تودینه یا غده که به معنی هر نوع برآمدگی بدن است نوعی نئوپلازی است. تومور در زبان عامیانه به اشتباه برابر با سرطان دانسته می‌شود در حالیکه سرطان خود نوعی تومور و همیشه بدخیم است ولی تومور می‌تواند ماهیت خوش‌خیم یا بدخیم داشته باشد.

## ماهیت تومور
- خوش‌خیم: کشنده نیست و به سایر نواحی بدن دست اندازی (invasion) ندارد.
- بدخیم: کشنده است و در مراحل رشد خود به سایر نواحی بدن دست اندازی می‌کند. دست اندازی تومورها بسته به ماهیت شان می‌تواند تهاجم مستقیم نسج تومور به بافت‌های مجاور با نام اینفیلتراسیون (درگیری اولیه) ویا از طریق خون یا لنف با نام متاستازی (درگیری ثانویه) باشد.

| مشخصه         | تومور بدخیم                     | تومور خوش‌خیم                  |
| ------------- | ------------------------------- | ----------------------------- |
| کپسول‌دار بودن | به‌ندرت                          | اغلب                          |
| تمایز یافتگی  | اندک                            | تاحدودی                       |
| متاستاز       | غالباً                           | ندارد                         |
| عود           | مکرر                            | به‌ندرت                        |
| عروق          | متوسط تا زیاد                   | اندک                          |
| مشخصات سلولی  | غیرطبیعی و بی‌شباهت به سلول والد | نسبتاً طبیعی و مشابه سلول والد |

## علت ایجاد تومور
به‌طور کلی دو دسته تومور وجود دارد.
- نئوپلاستیک: بیشتر (و نه همه) نئوپلاسم‌ها تومورساز هستند.
- غیر نئوپلاستیک:

- التهاب شایعترین علت می‌باشد. از علایم کلاسیک التهاب در پزشکی نیز تورم است.
- ورم یا ادم که ناشی از تجمع مایع در بافت است.
- مالفورماسیون یا اشکالات ساختاری مادرزادی
- خونریزی در یک فضای بسته
- کیست، تجمع مایع در یک ساختار بسته که نمونه شایع آن کیستهای پستانی است.

## برخی تومورهای مشهور
- تومور کارسینویید
- تومور یویینگ
- تومور گلوموس
- تومور ویلمز
- تومور زولینگر الیسون